# Celtis loxensis
Celtis loxensis là một loài thực vật có hoa trong họ Cannabaceae. Loài này được C.C.Berg mô tả khoa học đầu tiên năm 2001.